# Надіфа Мохамед
Надіфа Мохамед (сом. Nadiifa Maxamed, араб. نظيفة محمد, англ. Nadifa Mohamed; нар. 1981, Харгейса) — сомалійсько-британська письменниця.

## Біографія
Дочка торгового моряка. У 1986 році разом з сім'єю переїхала до Великої Британії. Закінчила Оксфордський університет. Серед письменників, творчість яких найбільше на неї вплинула, називає Ахмаду Куруму, Ділана Томаса, Тоні Моррісона, Арундаті Рой, Клода Маккея.

## Романи
- Black Mamba Boy, роман про дитинство її батька в Ємені, часовий проміжок, коли відбуваються події, — 1930-1940-ві роки (2010, Премія Бетті Траск, короткий список премії газети The Guardian за першу книгу, премії Ділана Томаса, John Llewellyn Rhys Prize[en], довгий список премії Оранж)
- The Orchard of Lost Souls (2013)
- The Fortune Men (2021)[4]

## Визнання
Дебютний роман письменниці перекладений французькою, іспанською, італійською, голландською, сербською, хорватською мовами. У 2013 році Надіфа Мохамед була названа журналом Granta серед осіб, які ввійшли у двадцятку кращих молодих британських романістів.
У 2021 році роман The Fortune Men увійшов до короткого списку Букерівської премії.